# Библиологические вести (журнал)
Библиологические вести (укр. Бібліологічні вісті) — ежеквартальный научно-книговедческий журнал, издававшийся в 1923—1931 годах Украинским научным институтом книговедения в Киеве под редакцией библиографа, библиотековеда и книговеда Юрия Меженко.
Наряду с профессиональными вопросами в журнале освещались проблемы теории и истории книги, библиографии и библиотековедения, текущие книжные издания. Публиковались статьи, посвященные творчеству писателей и поэтов Т. Шевченко, П. Кулиша, И. Манжуры, Н. Гоголя, М. Коцюбинского и др.
К сотрудничеству были привлечены Н. Зеров, А. Дорошкевич, М. Возняк, В. Леретц, С. Маслов и другие.